# Eila Pennanen
Säde Eila Talvikki Pennanen, född 8 februari 1916 i Tammerfors, död 23 januari 1994 i samma stad, var en finländsk författare, kritiker, essäist och översättare.

## Familj
Eila Pennanen var dotter till fabrikschefen Hugo Henrik Pennanen och Hilma Maria Pennanen, född Enegrén. Hon var gift två gånger: första gången åren 1945–1953 med Alpo Vammelvuo, med vilken hon hade två söner, Sale (född 1945) och Hanno (1947), och andra gången från 1961 till 1973 med journalisten och översättaren Juhani Jaskari, tillsammans med vilken hon översatte flera verk av Vladimir Nabokov.

## Liv och verk
Pennanen avlade studentexamen 1936, kandidatexamen från Helsingfors universitet 1940 och biblioteksexamen 1947. Under vinterkriget och fortsättningskriget gjorde hon arbetstjänst i Karelen. Efter återkomsten därifrån debuterade hon med studentromanen Ennen sotaa oli nuoruus. På 1940-talet utgav hon flera romantiska romaner och på 1950-talet historiska romaner, inklusive storverket Birgitta sierskan (Pyhä Birgitta), en skildring av Heliga Birgittas liv. Bland hennes verk från 1970-talet märks Tammerfors-trilogin, en svit av romaner (Himmun rakkaudet, Koreuden tähden och Ruusuköynnös) i vilken hon skildrar en familj i lägre medelklassens öde under sekelskiftet 1800–1900.
Förutom romaner skrev Pennanen även noveller, essäer och teater- och radiopjäser samt var verksam som översättare. Hon översatte från engelska verk av bland andra Agatha Christie, Vladimir Nabokov, Iris Murdoch och William Golding, och från svenska av Pär Lagerkvist. 

## Priser och utmärkelser
- 1945 – Kalevi Jäntti-priset
- 1962 och 1971 – Mikael Agricola-priset
- 1965 – Aleksis Kivipriset
- 1968 – Pro Finlandia
- 1969 – Tack för boken-medaljen
- 1990 – Väinö Linna-priset

### Romaner
- Ennen sotaa oli nuoruus (1942)
- Kaadetut pihlajat (1944)
- Proomu lähtee yöllä (1945)

svensk utgåva I natt drar han bort (1948)
- Pilvet vyöryvät (1947)
- Leda ja joutsen (1948)
- Kattoparveke (1950)
- Pyhä Birgitta (1954)
  - Birgitta sierskan (1957) i översättning av Margaretha Holmqvist[9]
- Tunnussana ystävyys (1956)
- Valon lapset (1958)
- Mutta (1963)
- Mongolit (1966)
- Tilapää (1968)
- Himmun rakkaudet (1971)
- Koreuden tähden (1972)
- Ruusuköynnös (1973)
- Naisen kunnia (1975)
- Kapakoitten maa (1977)
- Lapsuuden lupaus (1979)
- Se pieni ääni (1980)
- Naivistit (1982)
- Santalahden aika (1986)
- Kulmatalon perhe (1988)
- Tyttölapsi (1992)

### Novellsamlingar
- Tornitalo (1952)
- Pasianssi (1957)
- Kaksin (1961)
- Pientä rakkautta (1969)

### Essäsamlingar
- Tunnustelua (1965)
- Luettuja, läheistä (1990)

### Pjäser
- Aurinkomatka (1970)

### Radiopjäser
- Kylmät kasvot (1960)
- Kultaiset leijonankäpälät (1971)
- Äiti ja poika (1977)
- Mies ja hänen kolme vaimoaan (1978)
- Äiti ja poika ja muita kuunnelmia (1979)

### Diktsamlingar
- Kiitos harhaluuloista (1970)